# Corps de ballet

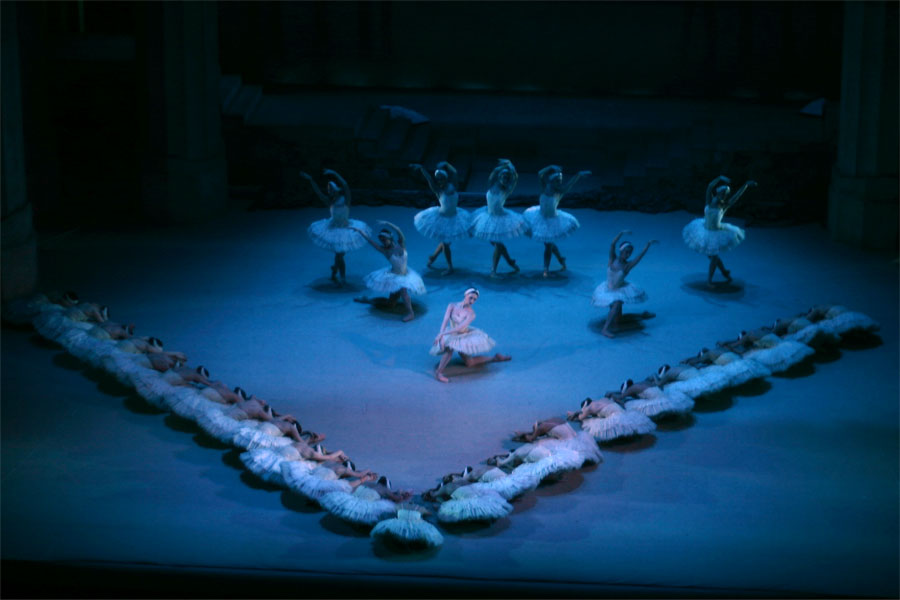
Scen från baletten Svansjön – Corps de ballet-dansöserna omger Simona Noja i rollen som Odette

Corps de ballet, franska ungefär ’balettkår’, betecknar de dansare vid ett balettsällskap som inte är solodansare. Dansarna i corps de ballet utgör ofta en bakgrund till de olika balettuppsättningarna.